# 대한계년사
대한계년사(大韓季年史)는 고종 1년(1864)부터 대한제국 멸망(1910)까지 조선 시대 말년의 역사를 다루는 정교의 역사서이다.

## 소개
정교의 ≪대한계년사≫는 황현의 ≪매천야록≫, 김윤식의 ≪속음청사≫와 더불어 구한말의 3대 사찬 역사서다. 총 7권 9책이라는 방대한 분량의 이 책은 다른 사서와 달리 구한말 역사를 편년체 방식으로 잘 정리해 구성이 뛰어나다는 평가를 받고 있다.
소제목이 달려 있어 관련 사건을 쉽게 확인할 수 있고, 문답식으로 기술해 전개가 지루하지 않으며, 당시 긴박했던 역사의 현장에 있는 것처럼 긴장과 감동을 불러일으킨다. 구성과 전개뿐만 아니라 사료로서 가치도 충분하다. 자신이 몸담았던 독립협회 관련 기록은 전체의 30%를 넘는 만큼 어디에서도 찾아볼 수 없는 내용을 담고 있어 독립협회를 연구하는 데 귀중한 자료다. 또한 나름의 기준으로 인물평을 했는데 당시 활동한 인물에 대한 이해를 높이는 데 도움이 된다.

## 구성
제1권은 1864년 1월 고종이 즉위한 후부터 1893년까지를 다룬다. 주요 사건으로는 고종의 즉위, 흥선대원군의 개혁 정치, 병인양요·신미양요, 임오군란·갑신정변 등이다.
제2권은 1894년 2월부터 1897년 12월까지다. 이때 동학농민운동·청일전쟁·갑오개혁·을미사변·아관파천 등이 있었다. 더불어 독립협회의 결성 과정과 대한제국 성립 과정을 꼼꼼하게 다뤘다.
제3권은 1898년 1월부터 12월까지다. 독립협회를 비롯해 만민공동회의 활동이 주요 내용이다.
제4권은 1899년 1월부터 1903년 12월까지다. 독립협회 해산 이후의 정치 상황, 자신을 포함한 독립협회 17인의 투옥 상황 등을 실감 나게 묘사했다. 광무개혁의 내용과 그에 대한 간략한 평가를 덧붙였다.
제5권은 한국이 본격적으로 일제의 침략을 당하는 1904년 1월부터 1905년 12월까지다. 러일전쟁의 전개 과정과 대한제국의 대응, 그리고 일본의 승전과 국권 침탈의 내용이 수록되어 있다.
제6권은 1906년 1월부터 1907년 12월까지다. 통감부 설치 과정과 내정간섭, 의병 운동과 최익현의 순국, 이용익과 이근택의 암살 사건, 국채보상운동의 전개 과정과 의미 등을 비중 있게 다뤘다.
제7권은 1908년 1월부터 1910년 8월까지다. 특히 안중근의 의거, 이토의 장례, 안중근의 재판 과정 등은 방대한 자료를 인용하고 있어 안중근 연구에 큰 도움이 되고 있다. 또한 일제가 한국을 침탈해 가는 과정과 친일 세력들의 활동 사항, 민중의 저항 등을 다루며 1910년 8월 국권 피탈 과정을 자세히 서술해 역사 기록으로 남겼다.
- 조광 편, 변주승 이철성 김우철 이상식 역 소명출판 2004년,  ISBN 978-89-5626-085-3

- 이계형 역, 지만지 2012년,  ISBN 978-89-6680-570-9